# The Globe (tidning)
The Globe var en kvällstidning utgiven i London, grundad 1803 som organ för whigs med G. Lane som utgivare. 
1823 sammanslogs tidningen med The traveller till The Globe and Traveller. The Globe blev 1866 konservativ och uppgick efter första världskriget i Pall Mall Gazette 1921 och dessa gick samman i Evening Standard 1923. 